# در مه الکتریکی
در مه الکتریکی (به انگلیسی: In the Electric Mist) فیلمی محصول سال ۲۰۰۹ و به کارگردانی برتران تاورنیه است. در این فیلم بازیگرانی همچون تامی لی جونز، جان گودمن، پیتر سارسگارد، مری استینبورگن، کلی مکدونالد، جاستینا ماچادو، ند بیتی، جیمز گامون، پروییت تیلور وینس، لیون هلم، بادی گای و جان سیلس ایفای نقش کرده‌اند.